# Gidi Markuszower

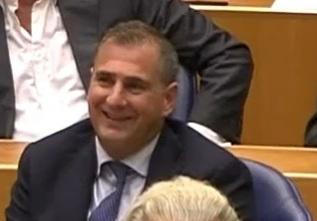
Gidi Markuszower (2019)

Gideon „Gidi“ Markuszower (hebräisch גדעון "גידי" מרקושוב; * 27. Oktober 1977 in Tel-Aviv) ist ein israelisch-niederländischer Politiker der Partei für die Freiheit (PVV). Seit dem 9. Juni 2015 war er Mitglied des niederländischen Senats. Bei den niederländischen Parlamentswahlen 2017 wurde er in die Tweede Kamer gewählt und gab seinen Sitz im Senat auf. Bei den niederländischen Parlamentswahlen 2023 stand er auf Platz vier der Liste der PVV und setzte somit seine Amtszeit als Mitglied der Abgeordnetenkammer fort. Er ist seitdem Sprecher der PVV für Migration, Asyl und Terrorismus. Er gilt als Hardliner, so sagte er zum Beispiel im Jahr 2021 in einer Rede vor dem Parlament: „Die niederländische Einwanderungspolitik ist ein großes Verbrechen gegen das niederländische Volk“.
Markuszower wurde für das Amt des Ministers für Asyl und Migration und des Ersten Stellvertretenden Ministerpräsidenten im Juni 2024 im Rahmen des Kabinetts Schoof ausgewählt, jedoch zog Geert Wilders seine Nominierung kurz darauf aufgrund der negativen Sicherheitsüberprüfung durch den AIVD zurück. Markuszower bezeichnete seine Situation als „kafkaesk“. Der Politiker, der als Zionist und extremer Islamkritiker gilt, wurde verdächtigt, Kontakte zum israelischen Geheimdienst Mossad zu unterhalten. Markuszower selbst sagte, der Inhalt des AIVD-Screenings sei ihm unbekannt. Die Forderung der linken Oppositionsparteien, eine Debatte über die Integrität von Markuszower zu führen, fand im Parlament keine Mehrheit. Der Sprecher des Repräsentantenhauses, Martin Bosma, sagte:  "Ich denke auch, dass viele im Repräsentantenhaus denken, dass es nicht der Geheimdienst sein sollte, der entscheidet, wer das Repräsentantenhaus betreten darf."
Markuszower ist Vorstandsmitglied von Likud Nederland, dem niederländischen Arm der israelischen nationalkonservativen Likud.
2008 wurde Markuszower auf einer offiziellen Feier, anlässlich des 60. Jahrestag der Gründung des Staates Israel, im RAI Amsterdam festgenommen, da er als Securitykraft eine Schusswaffe bei sich trug, für die er zwar einen Waffenschein, aber keine Transportgenehmigung besaß.